# 阿瓦洛斯桌山
阿瓦洛斯桌山（拉丁語：Abalos Mensa）是火星北半球的一座楔形山丘即桌山，覆盖范围为北纬80.21度至北纬82.4度、东经279.34度至东经290.52度（西经69.48度–西经80.66度），其中心坐标位于北纬81.17度，东经284.4度（西经75.6度），直径129.18公里。阿瓦洛斯桌山也是火星北极高原附近一处已命名特征，其名称取自火星古典反照率特征之一，2006年，被国际天文联合会正式批准接受。

## 概述
阿瓦洛斯桌山是一块跨度约180公里的凸形构造，俯视图呈楔状或北突的“凸”字，正对着特纽依斯断崖在东经285度处的崖壁。紧邻阿瓦洛斯桌山不远是阿瓦洛斯沙丘群场的起始点，它出现在一条将特纽依斯峭壁与阿瓦洛斯桌山隔开的狭窄沟壑西端，并一路往西南方向延伸。而位于北纬82.2度、东经290度，直径6.4公里的克罗托内陨击坑（Crotone crater）就坐落在这条沟壑中。阿瓦洛斯桌山以西，与特纽依斯峭壁平行的南面，有一片狭窄的低海拔平原，名为特纽依斯桌山，呈现出向南的斜坡。阿瓦洛斯桌山的南侧边界中止于被称作阿瓦洛斯叶状坡的陡崖。

## 形成理论
火星环极沉积物地层分析的研究正在进行中，因为它提供了有关火星古气候和地质形成过程的信息。由于阿瓦洛斯桌山罕见的位置和形状特征，其极地沉积物被描述为“神秘的楔形物质”，科学家对其进行了研究。阿瓦洛斯桌山的形成理论主要提出了基于流体或风成作用的侵蚀过程，后者以古希腊风神埃俄洛斯之名命名，被称为风成作用。
流体流动理论提出的流体作用会侵蚀周围区域并产生分开阿瓦洛斯桌山与主冰盖的通道。流体流动理论需要提供融化极地物质的火山活动，然后这些物质流动并造成该地区的侵蚀.。针对流体流动理论现提出了许多问题，包括北极高原区火山活动的不确定性。
基于撞击屏蔽的风成理论认为，北极高原基底的古代物质受到来自撞击坑喷出物的保护，当周围地区旧的基底材料消失时，受保护的丘堆起到了进一步累积新沉积物的作用，随着时间的推移，就产生出了阿瓦洛斯桌山堆。
一种改进的、基于风成的数理方法，通过使用火星勘测轨道飞行器上沙拉德雷达、高分辨率成像科学设备和火星轨道器激光高度计等仪器提供的数据，对阿瓦洛斯桌山地区进行地形模拟，然后结合天气建模，以模拟该地区的天气状况和形态演变。该方法已确定，阿瓦洛斯桌山的形态可通过计算机模拟推导出来，而无需诸如极地火山活动或旧极地基底单元撞击屏蔽等假设。

## 美国宇航局和欧空局图片

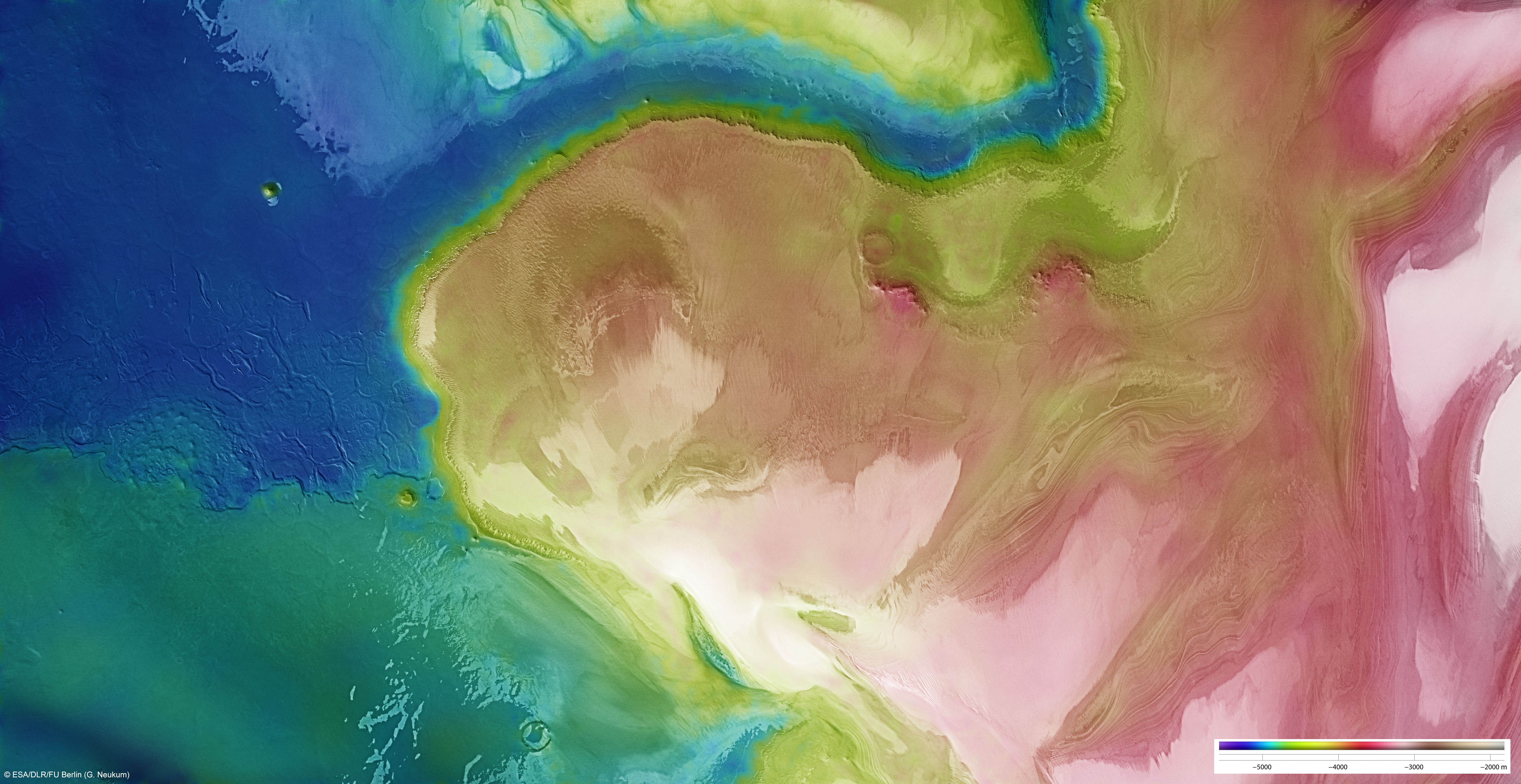
欧空局拍摄的顶部含有阿瓦洛斯桌山的特纽依斯峭壁照片。
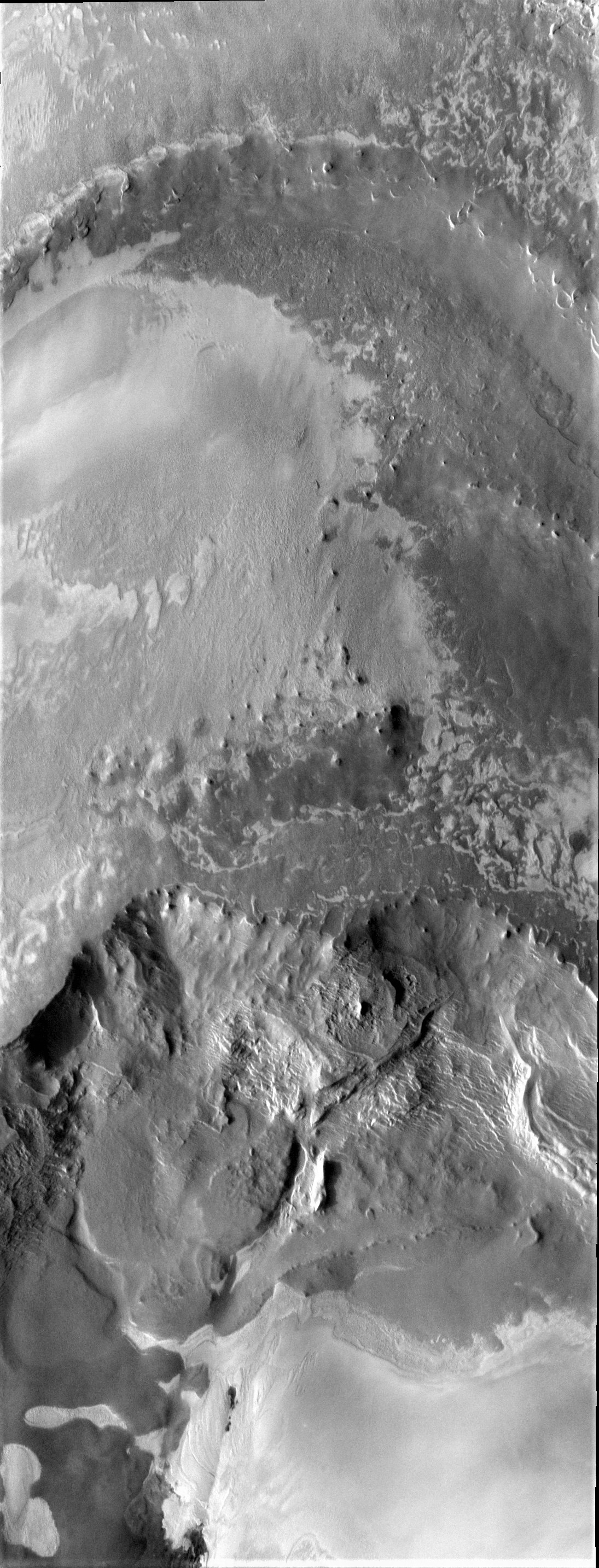
位于北纬82.7088度、东经285.791度处的阿瓦洛斯叶状陡坡。

## 另请查看
- 哈葛尔沙丘场
- 尼罗火山口沙丘场